# Lauren Fowlkes
Lauren Ann Fowlkes (* 6. Juli 1988 in Kansas City, Missouri) ist eine ehemalige US-amerikanische Fußballspielerin, die zuletzt in der Saison 2013 bei den Chicago Red Stars in der National Women’s Soccer League unter Vertrag stand.

## Karriere

### Verein
In der Saison 2011 spielte Fowlkes für den WPS-Teilnehmer Philadelphia Independence, blieb dort jedoch ohne Pflichtspieleinsatz. Anfang 2013 wurde sie für die neugegründete NWSL von Chicago verpflichtet, ihr Ligadebüt gab sie am 14. April gegen den Seattle Reign FC. Am 25. Mai 2013 erklärte Fowlkes ihren Rücktritt vom Profisport.

### Nationalmannschaft
Fowlkes spielte für die US-amerikanischen Nachwuchsteams in den Altersklassen U-17, U-20 und U-23. Mit der U-20 gewann sie die Weltmeisterschaft 2008.